# آرامگاه دختر اتابک ابش خاتون
آرامگاه یا خرابهٔ ابش خاتون، در مرکز شهرشیراز، نزدیک میدان دفاع مقدس و جنب آتش‌نشانی قرار دارد و آرامگاه آبش خاتون دختر اتابک سعدبن بوبکر (۶۵۸ ه‍.ق) بوده‌است. این مقبره که به نام رباط ابش نیز معروف است، بنایی سه طبقه است که گنبدی بر روی آن قرار داشته‌است. بعدها این گنبد و قسمتی از طبقهٔ سوم مقبره فرو ریخت و ادارهٔ باستان‌شناسی برای حفظ آن بنا، طبقهٔ فوقانی را خراب کرد. اطراف مقبره با کاشی‌های معرق نفیسی تزیین شده بود که هم اینک بخش عظیمی از آن کاشی‌ها از میان رفته و فقط کاشی‌های یک جبههٔ آن که در پشت آن آتش‌نشانی بود، باقی مانده‌است. بنای کنونی مقبره ساختمان آجری قدیمی مربع شکلی است که هر ضلع آن ۱۶٫۷۵ متر و ارتفاعی در حدود ۱۰ متر دارد. قسمت‌هایی از کاشی کاری از راه داخل بنا در موزهٔ پارس نگهداری می‌شود. در بالای بنا کتیبه‌هایی مشتمل بر آیات قرآنی به خط ثلث و بر روی کاشی نصب شده‌است. مقبره آبش خاتون در حیاط بنا و در اتاقی با میله‌های سبزرنگ قرار گرفته‌است. خرابه‌های مقبرهٔ آبش خاتون در دی‌ماه ۱۳۱۰ ذیل شماره ۷۶ در فهرست آثار ملی ایران به ثبت رسیده‌است. بنایی مکعب شکل در شهر شیراز است. این بنا بسیار استوار و دارای سه طبقه است که دو طبقهٔ این بنا به وسیلهٔ کاشی‌هایی که حاوی آیات قرآن است تزیین شده‌است.

## ابش خاتون
ابش خاتون آخرین اتابک از اتابکان فارس و دختر ترکان خاتون (همسر سعد بن ابوبکر) بود. سلطان خاتون پس از مرگ پسرش در سال ۶۶۰ هجری ترکان خاتون کارها را زیر نظر داشت و داماد خود را یعنی محمد بن سلغور را که نوادهٔ سعد بن زنگی بود به امارت برداشت اما چندی بعد او را به اتهام افراط در ظلم و عیاشی در رمضان ۶۶۱ هجری معزول کرد و به اردوی خان مغول روانه داشت. بعد از او هم برادرش سلجوقشاه بن سنقر را که در زندان بود، بیرون آورد و به امارت نشاند. اما سلجوقشاه که از تسلط ترکان خاتون بر کارها، نگرانی و ناخرسندی داشت وی را کشت و داعیهٔ استقلال یافت. با این حال، در جنگی که برای دفع او و انتقام خون ترکان خاتون بر ضد او و تا حدی به اصرار اتابک یزد که به خونخواهی خواهر خود ترکان خاتون برخاسته بود، درگرفت، در سال ۶۶۲ هجری شکست خورد و به قتل رسید.
پس از مرگ سلجوقشاه فرمانروایی ابش خاتون چندان طولی نکشید و هولاکو خان او را نامزد پسر خود منگوتیمور کرد و با عزیمت او از شیراز در سال ۶۶۳ هجری حکومت اتابکان سلغری در فارس خاتمه یافت و آن سرزمین به دست امرای مغول و کسانی که مالیان آن را به مقاطعه می‌گرفتند، افتاد و بازگشت ابش خاتون و بعدها دخترش کردوجین ۶۹۰ هجری به حکومت فارس دیگر ادامه حکومت اتابکان به شمار نمی‌آید.

## سازنده
این بنا توسط دختر آخرین شاه اتابکان سلغریان یعنی دختر اتابک سعد بن ابوبکر بن مد بن زنگی ساخته شده‌است.

## دیگر نام‌ها
از دیگر نام‌های خرابه ابش خاتون خاتون قیامت و خرابه خاتون است.